# Primer Ejército Francés
El Primer Ejército (1re Armée) fue un ejército de campo de Francia que luchó durante la Primera y la Segunda Guerra Mundial. También estuvo activo durante la Guerra Fría.

## Primera Guerra Mundial
En agosto de 1914, el primer ejército fue puesto a cargo del general Auguste Dubail y compuesto por los Cuerpos del Ejército 7°, 8°, 13°, 14°, y 21°, dos divisiones de caballería y una división de infantería de reserva. Su campo de operaciones se extendió entre Belfort y la línea general Mirecourt-Lunéville, con cuarteles generales apostados en Epinal. Luego tomó parte, junto con el 2° Ejército Francés, en la batalla de Lorena. El primer ejército intentó tomar el fuertemente defendido pueblo de Sarrebourg, Francia. El Príncipe de la Corona Alemana, Ruperto de Baviera, comandante del 6º Cuerpo del Ejército alemán, fue el encargado de detener la invasión francesa. El ataque francés fue rechazado astutamente por el príncipe, quien ordenó a sus tropas fingir que se retiraban, para posteriormente atacar al enemigo con fuerza por la retaguardia. El 20 de agosto, Ruperto de Baviera lanzó una gran contraofensiva. El General Dubail fue reemplazado en 1915. Frenéticamente, en 1916 fueron conducidos por cuatro diferentes comandantes. El año 1917 fue aún más frenético: fueron cinco jefes distintos a la cabeza (incluyendo a François Anthoine en la batalla de Passchendaele).

### Composición
En el momento de la batalla de Passchendaele, el primer ejército se componía de dos cuerpos: el 1° de Cuerpo del Ejército (Francia) (compuesto por 4 divisiones) y el 36° Cuerpo del Ejército (Francia) (compuesto por 2 divisiones).

## Segunda Guerra Mundial

### 1940
Durante la Segunda Guerra Mundial, este ejército formó parte de las fuerzas que estuvieron en combate contra el ejército alemán durante la batalla de Francia. Se incluyó el  4° Cuerpo del Ejército. Cuando la Wehrmacht invadió Francia y Holanda en 1940, el 1° ejército fue uno de los muchos ejércitos, como la Fuerza Expedicionaria Británica que avanzó hacia el norte para detener a los ejércitos alemanes.

### 1944-1945
El Ejército B francés, bajo el mando del general Jean de Lattre de Tassigny se apostó en el sur de Francia después de la Operación Dragoon, la invasión aliada de la zona. El 25 de septiembre de 1944 el Ejército B fue redesignado como 1° Ejército francés. Liberaron Marsella, Toulon y Lyon, y más tarde formó el flanco derecho del Grupo de Ejércitos del Sur, en el extremo sur de la vanguardia aliada, cerca de Suiza. Bajo su mando estuvieros dos cuerpos del ejército: el 1° Cuerpo del Ejército y el 2° Cuerpo del Ejército. El primer ejército francés liberó a la zona sur de la Cordillera de los Vosgos, incluyendo Belfort. Sus operaciones en el área de Burnhaupt incluyen la destrucción del 5° cuerpo alemán de la Luftwaffe, en noviembre de 1944. En febrero de 1945, con la ayuda del 21° Cuerpo del Ejército de EE. UU., el primer ejército colapsó las defensas alemanas en la Bolsa de Colmar, y despejó la orilla oeste del río Rin de los alemanes, en la zona sur de Estrasburgo. En marzo de 1945, el Primer Ejército combatió a través de las fortificaciones de la Línea Sigfrido, en el bosque de Bienwald, cerca de Lauterbourg. Posteriormente, el primer ejército cruzó el Rin, cerca de Espira, y capturaron las ciudades de Karlsruhe y Stuttgart. En abril de 1945 rodeó y capturó el 18° Cuerpo de Ejército alemán de la SS, en la Selva Negra, despejando el suroeste de Alemania. Al final de la guerra, el lema del primer ejército francés era Rhin et Danube (Rin y Danubio), refiriéndose a los dos grandes ríos alemanes donde desarrollaron sus operaciones de combate.

#### Composición
El 1° ejército se componía principalmente de las unidades del norte de África (magrebíes y soldados  pieds-noirs franceses) provenientes del Ejército de África (Francia), que ya desempeñó un papel importante en la liberación de Córcega (septiembre - octubre de 1943) y la Campaña de Italia (Segunda Guerra Mundial) (1943-1944) en el que participó con alrededor de 130.000 hombres de su fuerza. Durante las campañas francesa y alemana de 1944-1945 estas unidades formaron el núcleo del 1° ejército, que contó con unos 260.000 hombres (incluyendo el 50 % de los magrebíes), y, finalmente, más de 320.000 hombres durante sus avances ofensivos en Alemania y en Austria.
- 1.ª División de Infantería (más tarde se convirtió en la 1.ª División de Infantería Motorizada y finalmente, en la División de Infantería "1.° de Marzo")
- 2.ª División Blindada (antiguamente era la 2.ª División Ligera)
- 2.ª División de Infantería Marroquí
- 3.ª División de Infantería de Argelia
- 4.ª División de Montaña marroquí
- 9.ª División de Infantería Colonial
- 1.ª División Blindada
- 5° División Blindada (Francia)
- Goums marroquíes (cuatro grupos de Tabores equivalente a una brigada)

## Posguerra
Durante la Guerra Fría, el 1° ejército volvió a estar activo, controlando el 1° Cuerpo del Ejército (Francia), el 2° Cuerpo del Ejército (Francia) y el 3° Cuerpo de Ejército (Francia), así como las tropas del Ejército, entre ellos las tropas de artillería de misiles  Pluton, durante la década de 1980.
Después de la desactivación del cuartel general de guerra Grupo Central de Ejércitos de la OTAN, Rochonvillers Ouvrage fue designada como sede de guerra del 1° Ejército en la década de 1980.

## Comandantes

### Primera Guerra Mundial
- General Auguste Dubail (Movilización militar - 5 de enero de 1915)
- General Pierre Roques (5 de enero de 1915 - 25 de marzo de 1916)
- General Olivier Mazel (25 de marzo de 1916 - 31 de marzo de 1916)
- General Augustin Gérard (31 de marzo de 1916 - 31 de diciembre de 1916)
- General Emile Fayolle (31 de diciembre de 1916 - 6 de mayo de 1917)
- General Joseph Alfred Micheler (6 de mayo de 1917 - 1 de junio de 1917)
- General Henri Gouraud (1 de junio de 1917 - 15 de junio de 1917)
- General François Anthoine (15 de junio de 1917 - 21 de diciembre de 1917)
- General Marie-Eugène Debeney (21 de diciembre de 1917 - Armisticio del 11 de noviembre de 1918)

### Segunda Guerra Mundial
- General Georges Blanchard (2 de septiembre de 1939 – 26 de mayo de 1940)
- General René Prioux (26 de mayo de 1940 – 29 de mayo de 1940)
- General Jean de Lattre de Tassigny (Septiembre de 1944 – 1 de agosto de 1945)

- Datos: Q162513